# Anders Nielsen (fodboldtræner)
 Der er flere personer med dette navn, se Anders Nielsen.
Anders Nielsen (født 23. november 1972 i Kalundborg) er en dansk fodboldtræner og en tidligere fodboldspiller, hvis primære position på banen var i angrebet og sekundært på den offensive midtbane.

## Spillerkarriere

### Klubkarriere
Anders Nielsen har som aktiv fodboldspiller repræsenteret fodboldklubberne Kalundborg GB, Lyngby Boldklub, PSV Eindhoven (Holland), Sparta Rotterdam (Holland), RKC Waalwijk (Holland), Varese FC (Italien), Holbæk B&I samt Svebølle B&I. Han vandt i 1992 DM sammen med Lyngby Boldklub.

### Landsholdskarriere
Han har spillet 4 kampe for det danske U/19-landshold i perioden 1991-1992 og 2 drenge-landskampe i 1987.

### Trænerkarriere
Nielsen tiltrådte i 2006 Svebølle B&I's førstehold i Serie 1 som spillende træner. Han førte klubben op i Danmarksserien og i sæsonen 2009/2010 var klubben tæt på oprykning efter en 3. plads. Da oprykningen kiksede, valgte Nielsen at trække sig som træner.
Senere i 2010 blev han talenttræner i Kalundborg GB.

## Ekstern kilde/henvisning
- Anders Nielsens spillerprofil i DBU's Landsholdsdatabase
- Anders Nielsens profil hos FootballDatabase.eu (engelsk)